# Puerto de la Cruz
Puerto de la Cruz je mesto in občina na severnem delu otoka Tenerife, Kanarski otoki, Španija. Prej je bil znan po angleškem imenu Port of Cross, zdaj pa je znan po španskem imenu v vseh jezikih. Puerto de la Cruz je na severni obali, 4 km severozahodno od La Orotave in 30 km zahodno od Santa Cruz de Tenerife. Skozi občino poteka cesta TF-5. Prebivalcev je imelo 30.483 (2018). V španščini so lokalni prebivalci znani kot Portuenses. S površino 8,73 km² je občina najmanjša na Tenerifih. Nadmorska višina središča mesta je 9 m, najvišja točka pa je Las Arenas, vulkanski stožec z nadmorsko višino 249 m.

## Zgodovina
Začetki mesta segajo v zgodnje 16. stoletje. Obstajalo je leta 1502 kot obalno pristanišče in kot odvisno naseljeno mesto La Orotava. Leta 1603 je bila zgrajena cerkev in pripadajoči trg.
Prvotno je bila ribiška vas, ki se je povečala z rastjo lokalne trgovine. Pristanišče je postalo najpomembnejše na otoku, ko je leta 1706 izbruh vulkana uničil Garachico. Trgovina s sladkorjem se je umaknila vinu, kar je povzročilo obsežen družbeni in gospodarski razvoj.
Sredi 17. stoletja so prebivalci začeli izražati željo po ustanovitvi lastne skupnosti in 3. maja 1651 prejeli kraljevo odredbo Filipa IV., ki jih je pooblastila za imenovanje vaškega glavarja.
Pripadalo je občini La Orotava, leta 1772 pa so prebivalci izvolili občinsko korporacijo. Znano je bilo kot Puerto de La Orotava in šele leta 1808 je dobilo popolno občinsko avtonomijo in spremenilo svoje ime v sedanji Puerto de la Cruz.
Turizem se je začel v lokalnem gospodarstvu v poznem 19. stoletju. V tistih letih je nastal Grand Hotel Taoro in začele preurejati stare družinske hiše, na primer Marquesa ali Monopol, ki so jih spremenili v prve hotele v središču mesta. Končno je pravi turistični razcvet prišel v 1950-ih, ko se je mesto začelo spreminjati v turistično referenčno točko otoka in arhipelaga.
Med drugo edicijo Festivala ekološkega filma o naravi v Puerto de la Cruzu, na katerega so bili gostje povabljeni na predavanja in okrogle mize, je bil najavljen Tenerife Manifesto (29. maj 1983). To besedilo je bilo predhodnik politične ekologije v Španiji in je sprožilo proces, ki je vodil do ustanovitve politične stranke Zelenih.

## Geografija
Mesto je na severu otoka Tenerife, v dolini La Orotava, meji na občini Los Realejos in La Orotava.
Ima površino 8,73 km² in je najmanjša občina v avtonomni skupnosti Kanarskih otokov.
Urbano območje leži 9 metrov nad morsko gladino, najvišja točka občine pa je ob vznožju Montaña de los Frailes, poleg avtoceste La Montaña.
Najvidnejša vzpetina občine je vulkanski stožec, znan kot Montaña de la Horca ali Las Arenas, z 239 metri nadmorske višine.
Glavni kanali, ki prečkajo občino, so soteske Llarena, Araujo, Martiánez in San Felipe.
Puerto de la Cruz ima vroče polsušno podnebje (Köppnova podnebna klasifikacija: BSh), ki meji na tropsko mokro in suho podnebje, s toplimi zimami in vročimi, suhimi poletji.

## Zanimivosti
- Bazeni Martiánez (Lago Martiánez), ki jih je dokončal in oblikoval slavni kanarski arhitekt César Manrique
- Plaža Jardín v Puerto de la Cruzu, znana plaža, polna palm in hotelov
- Plaza del Charco, v središču mesta
- Loro Parque, znameniti park in živalski vrt, ki je na obrobju mesta
- Samostan San Amaro, posvečen pol-legendarnemu svetemu Amaru
- Arheološki muzej Puerto de la Cruz s pomembnimi deli prazgodovine otoka, v katerem je tudi idol Gvančev, imenovan Guatimac
- Anglikanska cerkev Puerto de la Cruz Cerkev vseh svetnikov v parku Taoro, so zgradili britanski prebivalci v mestu. Puerto de la Cruz ima najstarejše anglikansko pokopališče na Kanarskih otokih.
- Cerkev Nuestra Señora de la Peña de Francia, ki se nahaja v središču mesta, je največja katoliška cerkev v Puertu
- Botanični vrt v okrožju El Botánico, odprt leta 1788, je drugi najstarejši botanični vrt v Španiji
- Castillo San Felipe, majhen kamniti grad poleg Playa Jardín
- La Ranilla, ribiška soseska (pred kratkim prenovljena)

## Galerija
- Puerto de la Cruz
- Trg Charco
- Casa de la Aduana
- Staro pristanišče
- Tipine hiše
- Playa de Martianez
- Pogled na Atlantski ocean iz Puerto de la Cruz
- Quintana Street
- Teide iz Puerto de la Cruz
- Complejo Lago Martiánez
- Iglesia de Nuestra Señora de la Peña de Francia
- San Telmo
- Cerkev vseh Svetih